# Jeanette Scissum
Pour les articles homonymes, voir Scissum.
Jeanette Alexandra Scissum, née le 6 octobre 1939, est une mathématicienne américaine, spécialiste des sciences spatiales et défenseuse de la diversité qui a proposé des techniques pour améliorer la prévision du cycle des taches solaires.

## Jeunesse
Jeanette Scissum naît à Guntersville, en Alabama. Elle est l'avant-dernière d'une famille de six enfants. Son père, vétéran de l'armée, était un métayer qui est allé travailler pour Cargill Granary et a fini par être paralysé et handicapé. Sa mère était employée de maison et elle a fréquenté la Lakeview School, seule école pour enfants noirs de la région, et a obtenu son diplôme en 1956, où elle était une bonne élève et une joueuse de basket-ball. Son père était convaincu qu'elle irait à l'université et le lui a répèté dès son plus jeune âge. Jeanette Scissum reçoit une petite bourse pour étudier à l'université Alabama A&M (en), qu'elle complète en travaillant dans un standard téléphonique. Elle obtient une licence et une maîtrise en mathématiques avant de reprendre des études supérieures pour obtenir un doctorat en informatique après avoir passé treize ans au centre de vol spatial Marshall.

## Carrière

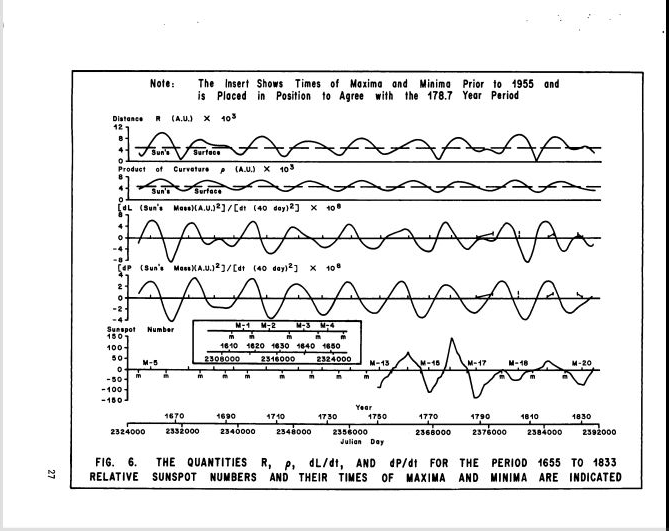
Page de l'Étude sur les modèles de prévision du cycle solaire.

Jeanette Scissum commence à enseigner à la Councill Training School (en), le seul lycée noir de Huntsville, où elle se rend très vite compte que l'enseignement n'est pas fait pour elle, car elle s'inquiète pour les élèves. Jeanette Scissum rejoint le centre de vol spatial Marshall  de la NASA en tant que mathématicienne débutante en 1964 sur recommandation d'un ami et est la première mathématicienne afro-américaine à être employée par Marshall. Elle publie un rapport de la NASA en 1967 intitulé Survey of Solar Cycle Prediction Models - littéralement, en français : Étude sur les modèles de prévision du cycle solaire, qui propose des techniques pour améliorer la prévision du cycle des taches solaires. Au milieu des années 1970, elle travaille en tant que spécialiste de l'espace au sein de la direction générale de l'environnement spatial du laboratoire des sciences spatiales du centre Marshall et a dirige les activités du projet Atmosphère, magnétosphère et plasmas dans l'espace. Après avoir obtenu son doctorat, elle déménage dans le Maryland pour travailler au Goddard Space Flight Center en tant qu'analyste des systèmes informatiques chargée d'analyser et de diriger les systèmes d'information de gestion et de soutien technique de la NASA. Elle prend sa retraite en 2005.
Les réalisations de Jeanette Scissum lui valent d'être reconnue par le site Mathematically Gifted & Black (en) en tant que lauréate du Mois de l'histoire des Noirs pour 2018.

## Diversité
Scissum se passionne pour l'inclusion et se porte volontaire pour être responsable de l'égalité des chances en matière d'emploi (en). Ses contributions dans ce rôle ont été reconnues par un prix décerné par l'administrateur de la NASA, James C. Fletcher, mais elle remarque que le fait de se battre pour les autres met parfois sa propre carrière en péril. Elle est avertie par une supérieure hiérarchique que la direction n'est pas satisfaite du nombre de plaintes qu'elle traite.
En 1975, Jeanette Scissum écrit un article pour la National Technical Association, L'égalité des chances en matière d'emploi et le superviseur - le point de vue d'un conseiller, dans lequel elle affirme que de nombreuses plaintes pour discrimination pourraient être évitées « grâce à une communication adéquate et significative ». Elle note que sa progression et celle de ses collègues noirs sont limitées à la NASA et exprime sa frustration et sa colère à ce sujet. « Le problème (des Noirs) était d'accéder à la direction et d'être au-dessus des autres », a déclaré Jeanette Scissum. « Je suppose que la NASA avait peur que les gens s'y opposent. J'imagine. C'est difficile à comprendre. J'ai toujours eu du mal à comprendre la motivation de toutes ces discriminations, parce que la plupart d'entre elles semblent inutiles. Elle n'a même pas de raison d'être ».